# Фабіо Фабене
Фабіо Фабене (італ. Fabio Fabene; нар. 12 березня 1959, Рим) — італійський римо-католицький єпископ, підсекретар Синоду єпископів у 2014—2021 роках, секретар Конгрегації в справах святих з 18 січня 2021 року.

## Життєпис
Народився 12 березня 1959 року в Римі. Навчався в Малій дієцезальній семінарії в Монтеф'ясконе і Папській регіональній семінарії у Вітербо. 26 травня 1984 року отримав священиче рукоположення. Здобув доктрат з канонічного права в Папському Латеранському університеті.
Служив парохом у храмі Святої Марії-дель-Джільйо в Монтеф'ясконе, працював у дієцезальній канцелярії (1984—1998), викладав канонічне право у Богословському інституті у Вітербо. З 1 січня 1998 року на служінні в Конгрегації у справах єпископів. 11 січня 2012 року іменований прелатом Його Святості.
8 лютого 2014 року іменований підсекретарем Синоду Єпископів.

## Єпископ
8 квітня 2014 року папа Франциск підніс о. Фабіо Фабене до гідності титулярного єпископа Аккуапенденте. Єпископські свячення отримав 30 травня 2014 року в базиліці Святого Петра у Ватикані. Головним святителем був папа Франциск, співсвятителями — кардинали Джованні Баттіста Ре, префект-емерит Конгрегації в справах єпископів, і Лоренцо Бальдіссері, генеральний секретар Синоду Єпископів.
28 лютого 2017 року іменований титулярним єпископом Монтеф'ясконе. 18 січня 2021 року папа Франциск призначив єпископа Фабіо Фабене секретарем Конгрегації в справах святих.

## Твори
- «Il munus regendi del vescovo diocesano (Can. 392) e l'opera del cardinale Marco Antonio Barbarigo: Vescovo di Montefiascone e Corneto» (Рим 1992),
- «Una divina storia d'amore: il cardinale Marco Antonio Barbarigo, vescovo di Montefiascone e Corneto (Tarquinia)» (Ватикан 2007),
- «Un buon pastore: mons. Luigi Boccadoro vescovo di Viterbo» (Ватикан 2008),
- «Gesù Cristo volto del Natale. In cammino con le grandi antifone dell'Avvento» (Ватикан 2010),
- «Il presbitero, maestro di comunione» (Мілан 2010),
- «Il vescovo maestro della fede» (Ватикан 2012).